# Хафенлор
Хафенлор (њем. Hafenlohr) општина је у њемачкој савезној држави Баварска. Једно је од 40 општинских средишта округа Мајна-Шпесарт. Према процјени из 2010. у општини је живјело 1.788 становника. Посједује регионалну шифру (AGS) 9677135.

## Географски и демографски подаци
Хафенлор се налази у савезној држави Баварска у округу Мајна-Шпесарт. Општина се налази на надморској висини од 170 метара. Површина општине износи 11,3 km². У самом мјесту је, према процјени из 2010. године, живјело 1.788 становника. Просјечна густина становништва износи 158 становника/km².